# Hang Nereo
Hang Nereo (Tiếng Anh: Nereo Cave; Tiếng Ý: Grotta di Nereo; Tiếng Catalunya: Cova de Nereu) là một hang động nằm tại Alghero, Sassari, Sardinia, Ý. Nó là một trong những hang động rất gần với Hang Neptune.
Tên hang được đặt ra bởi những người khám phá ra nó để tỏ lòng tôn kính đối với nhân vật Thần thoại Hy Lạp Nereus.

## Tổng quan

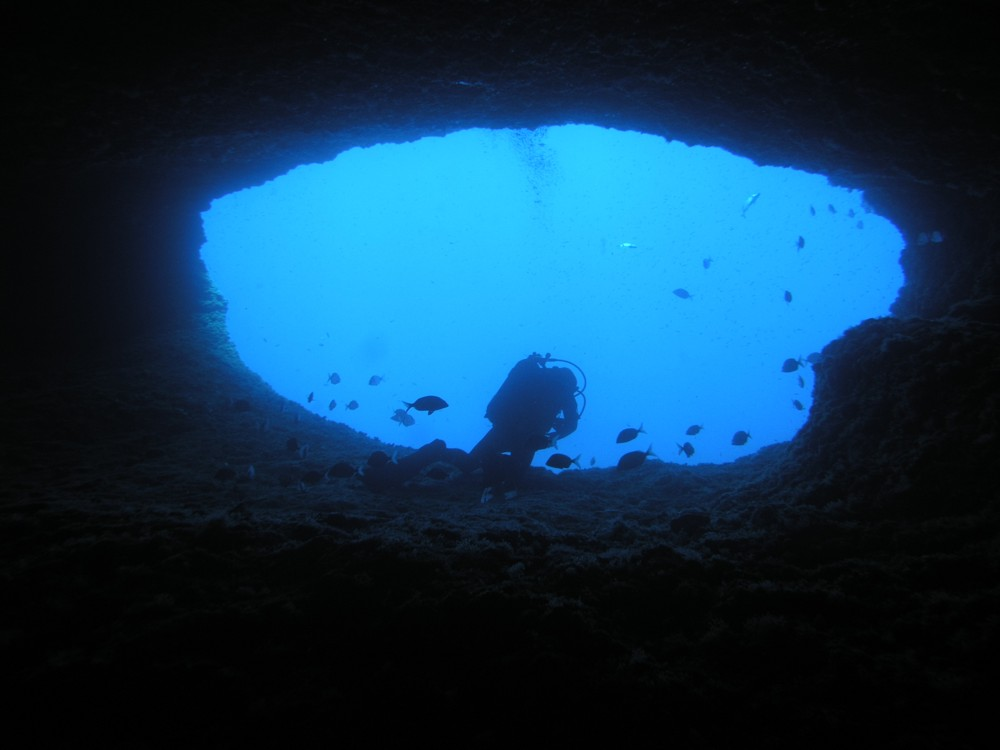
Bên trong hang động

Đây được coi là hang động lớn nhất Địa Trung Hải. Các thợ lặn có thể lặn xuống độ sâu 35 m qua một đường ống dài và lớn từ khoảng 10 cửa hang. Các vách đá được phủ bằng san hô đỏ và Leptosamnia vàng.
Hang động là nơi sinh sống của rất nhiều loài động vật như cá mú, tôm hùm, cá lạc và những loại giáp xác.
Năm 2003, hang Nereo trở thành 1 phần của 1 khu bảo tồn biển, cùng với các hang khác ở vịnh Porto Conte và Punta Gigilo. 